# Oggiona con Santo Stefano

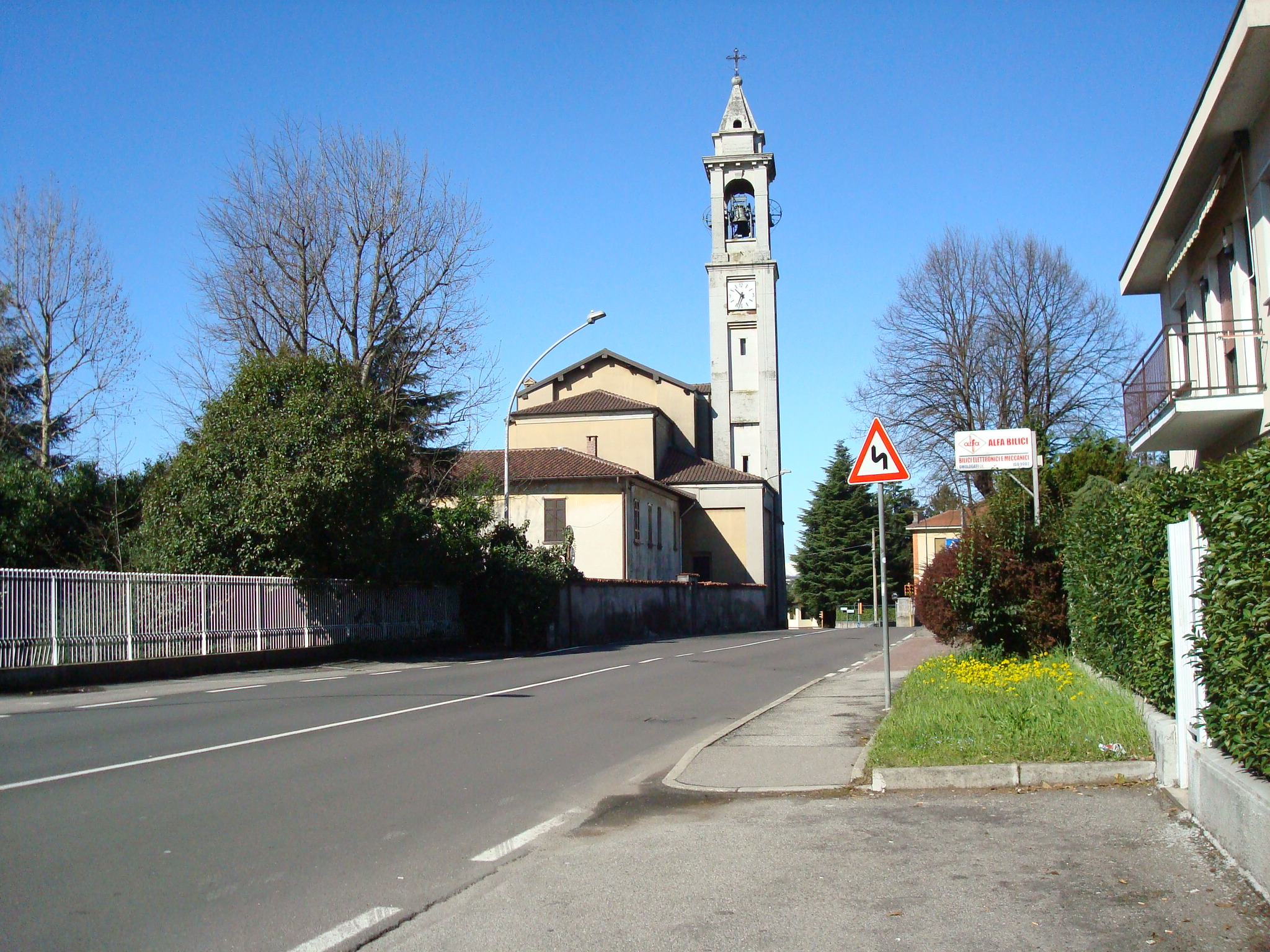
Pfarrkirche Santo Stefano

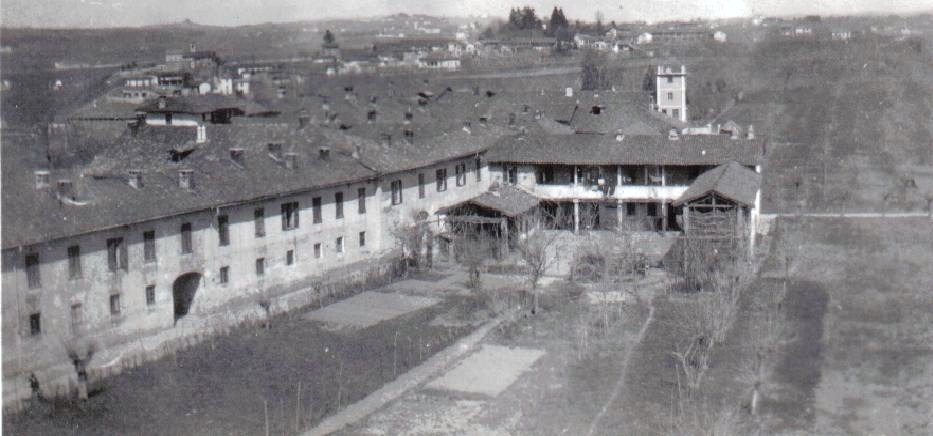
Fraktion Cantone um 1940

Oggiona con Santo Stefano ist eine Gemeinde (comune) in der Provinz Varese in der Region Lombardei.

## Geographie
Die Gemeinde liegt etwa 12 Kilometer südsüdwestlich von Varese am Torrente Arno und bedeckt eine Fläche von 2,71 km². Zu Oggiona Santo Stefano gehören die Fraktionen Bisciuina, Borani, Campo Grande, Cantone, Castellana und Ruarit. Die Nachbargemeinden sind Carnago, Cassano Magnago, Cavaria con Premezzo, Jerago con Orago und Solbiate Arno.

## Geschichte
Die ersten Spuren menschlicher Anwesenheit in Oggiona con Santo Stefano gehen auf die Bronzezeit zurück, wie die Klinge eines Dolches im Museum von Gallarate zeigt.
Oggiona ist die Ortschaft, die in den Statuten der Straßen und Gewässer des Contado di Milano als Ugona bezeichnet wird und zur Gemeinde Gallarate gehört. Sie war eine der Gemeinden, die zur Instandhaltung der Rho-Straße beitrugen (1346). Die Gemeinde war Teil des Lehens von Gallarate, das 1530 von Herzog Francesco II. Sforza an Marino Caracciolo, den späteren Kardinal, verliehen wurde. Das Lehen wurde 1564 gegen das Lehen von Atripalda im Königreich Neapel getauscht und an Giacomo Pallavicino Basadonna vergeben. Nach dem Tod des Lehnsherrn ohne fähige Erben wurden das Lehen und der dazugehörige Grafentitel 1578 von Philipp II. (Spanien) an Giacomo Annibale Altemps übertragen. Im Jahr 1656 ging das Lehen an die Markgrafen Teobaldo und Galeazzo Visconti di Cislago über.
In den Registern des Estimo (Grundbuch) des Herzogtums Mailand von 1558 und in den späteren Aktualisierungen im 18. Jahrhundert war Oggiona immer noch in derselben Gemeinde enthalten. Im Jahr 1716 übertrug Karl VI. (HRR) das Lehen dem Grafen Francesco Castelbarco Visconti als Nachfolger des Markgrafen Cesare Visconti. Die Zusammenlegung von Santo Stefano wurde 1730 vom Ersten Rat der Volkszählung beschlossen, aber von den beiden Gemeinden angefochten. Die Karte der ersten Station des so genannten Teresianischen Katasters, gemessen vom 6. Juni 1722 bis zum 26. Juni 1722, enthielt bereits die beiden vereinigten Ortschaften.
Nach den Antworten auf 45 Fragen des Zweiten Volkszählungsrates im Jahr 1751 war Oggiona mit dem Grafen Castelbarco Visconti belehnt, dem es 13 Sold pro Jahr zahlte. Die Gemeinde hatte keine anderen zusammengeschlossenen Gemeinden und forderte die vollständige Trennung von Santo Stefano. Was die Justiz anbelangt, so unterstand die Gemeinde dem königlichen Amt Gallarate. Der Konsul wurde von diesem Amt und dem Prätorianeramt vereidigt. Die Amtsträger waren der Konsul und zwei Bürgermeister, die zusammen den Rat bildeten. Der Konsul wurde monatlich im Rotationsverfahren unter allen Männern ernannt und erhielt keine Vergütung; die Bürgermeister wurden alle zwei Jahre gewählt. Einer der Bürgermeister wurde vom ersten Schätzer ausgewählt. Der Kanzler residierte in Oggiona und unterhielt in seinem Haus ein kleines Archiv; sein Gehalt betrug 15 Lire pro Jahr.

## Bevölkerung
| Bevölkerungsentwicklung | Bevölkerungsentwicklung | Bevölkerungsentwicklung | Bevölkerungsentwicklung | Bevölkerungsentwicklung | Bevölkerungsentwicklung | Bevölkerungsentwicklung | Bevölkerungsentwicklung | Bevölkerungsentwicklung | Bevölkerungsentwicklung | Bevölkerungsentwicklung | Bevölkerungsentwicklung | Bevölkerungsentwicklung | Bevölkerungsentwicklung | Bevölkerungsentwicklung |
| ----------------------- | ----------------------- | ----------------------- | ----------------------- | ----------------------- | ----------------------- | ----------------------- | ----------------------- | ----------------------- | ----------------------- | ----------------------- | ----------------------- | ----------------------- | ----------------------- | ----------------------- |
| Jahr                    | 1861                    | 1871                    | 1881                    | 1901                    | 1921                    | 1951                    | 1961                    | 1971                    | 1981                    | 1991                    | 2001                    | 2011                    | 2021                    |                         |
| Einwohner               | 761                     | 769                     | 775                     | 804                     | 1066                    | 1623                    | 2067                    | 3039                    | 3606                    | 4071                    | 4276                    | 4295                    | 4277                    |                         |

## Verkehr
Oggiona con Santo Stefano wird von der S5 der S-Bahn Mailand bedient. Der Bahnhof an der Bahnstrecke Gallarate–Varese befindet sich in der Nachbargemeinde Cavaria con Premezzo. Westlich der Gemeinde verläuft die Autostrada A8 aus Richtung Mailand kommend nach Varese.

## Veranstaltungen
- Il palio della contrade, jedes Jahr im Juni